# Ragang
Ragang (místními obyvateli nazýván také Piapayungan nebo Modrá hora) je aktivní sopka na filipínském ostrově Mindanao. Na výšku měří 2 815 m a jedná se o stratovulkán. V současnosti je Ragang nečinný, k poslední erupci došlo v červenci 1916.

## Popis
Filipíny jsou součástí Ohnivého kruhu, zlomové linie vícero tektonických desek, obklopující v délce 40 tisíc kilometrů téměř celý Tichý oceán. Na Filipínách se stýkají dvě tektonické desky: eurasijská a filipínská. Filipínská deska, se jakožto těžší oceánská noří pod euroasijskou rychlostí 84 mm za rok. Tím zde v zemské kůře dochází k obrovskému napětí a to se uvolňuje tektonickou činností v podobě zemětřesení. Subdukující filipínská deska dále klesá a zhruba ve hloubce 65–130 km dochází k jejímu tavení, čímž se z ní uvolňují plyny a vodní pára. Vzniklé magma, obohacené těmito plyny poté díky své nižší hustotě stoupá k povrchu, kde tvoří a pohání řetězce sopek. V důsledku přítomnosti plynné složky se sopečná činnost často projevuje explozivními, někdy i velmi mohutnými erupcemi.
V rámci ostrova Mindanao se jedná o jednu z nejaktivnějších sopek. Patří do řetězce vulkánů, zvaný Centrální mindanaoský oblouk. Průměr základny hory měří 32 km.
Není přesně jasné kolikrát Ragang vybuchl. Filipínský vulkanologický institut uvádí osm erupcí, z nichž poslední proběhla v červenci 1916.